# Verkehrsgemeinschaft Emsland-Süd

Logo Verkehrsgemeinschaft Emsland-Süd

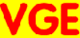
Altes Logo der Verkehrsgemeinschaft Emsland-Süd

Die Verkehrsgemeinschaft Emsland-Süd (VGE) ist die Betreibergesellschaft des Öffentlichen Straßenpersonennahverkehrs im südlichen Landkreis Emsland in der Region Lingen.
Im Jahr 1993 wurde die VGE vom Landkreis zur Koordination und Abwicklung des Busverkehrs im ehemaligen Landkreis Lingen gegründet. Es handelt sich dabei um eine Sonderform des Verkehrsverbunds, die Verkehrsleistungen und Tarife werden von den beteiligten Unternehmen unter Aufsicht des Aufgabenträgers koordiniert. Die insgesamt 35 Stadt- und Regionalbuslinien werden dabei von acht verschiedenen Busunternehmen mit etwa 90 Fahrzeugen bedient. Die Jahresverkehrsleistung lag 2009 bei etwa 4 Mio. beförderten Personen und bei einer Fahrleistung von ca. 2 Mio. Kilometern. Inzwischen (Stand: 2024) werden pro Werktag etwa 30.000 Personen befördert.
Die Tageslinien verkehren überwiegend montags bis freitags von morgens bis abends und sonnabends von morgens bis zum frühen Nachmittag im Stundentakt, am übrigen Wochenende herrscht Betriebsruhe. Kernstück des Fahrplans ist die Schülerbeförderung, die auch die Fahrzeiten im Stundentakt vorgibt, weshalb die Anschlüsse am Bahnhof Lingen (Ems) zu und von den Zügen der WestfalenBahn in Richtung Münster und Emden deutlich verpasst werden.
Im Jahr 2015 wurde ein kostenloses Fahrplanbuch mit den Fahrplänen aller VGE Linien herausgegeben. Diese war in der Geschäftsstelle in Lingen erhältlich und wurde teilweise in den Bussen ausgelegt. Dieses war trotz des geringen Angebotes mit gut 450 Seiten vergleichsweise dick.
Ein Nachtbus-Angebot wurde seit 1997 unter dem Namen „NachtEule“ mit acht Linien in der Region in den Nächten von Samstag auf Sonntag angeboten. Aufgrund der gesunkenen Nachfrage wurde das Angebot jedoch zum 12. Mai 2016 wieder eingestellt.
Seit dem 1. August 2024 gilt in den Bussen nicht mehr der Tarif der VGE, sondern der neu eingeführte „Emslandtarif“, welcher nun in den drei Verkehrsverbünden im Emsland sowie auf Linien mit vormals gänzlich eigenem Tarif Anwendung findet. Die VGE ist jedoch weiterhin als Aufgabenträger tätig und beschäftigt sich zudem weiterhin mit der Fahrgastinformation.

## Verkehrsunternehmen in der VGE-Süd

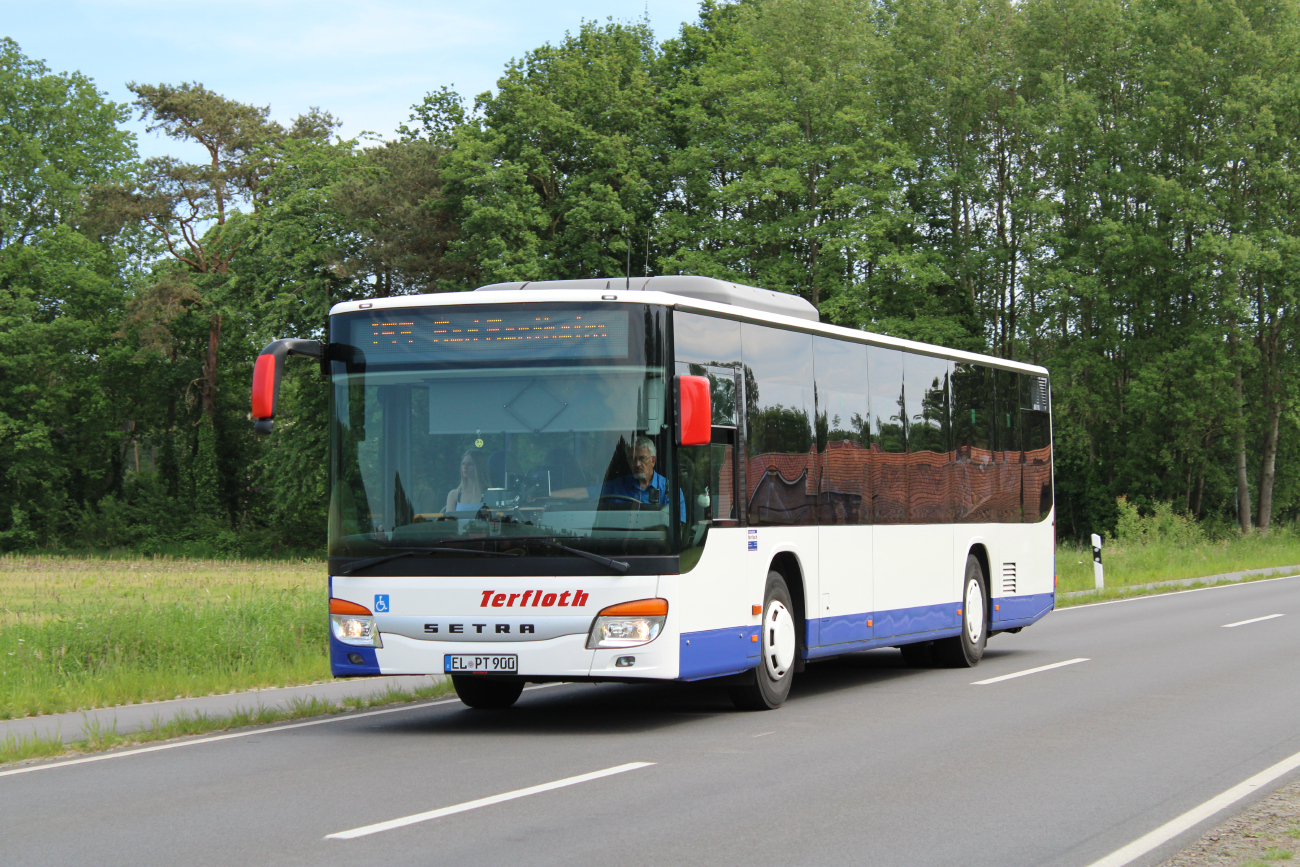
Omnibusbetrieb Terfloth fährt hier im Auftrag der VGE auf der Linie 153 nach Bad Bentheim.

Folgende Unternehmen sind Mitglieder in der Verkehrsgemeinschaft Emsland-Süd:
- R. Bittner GmbH & Co KG
- Hülsmann-Reisen GmbH
- Kalmer-Reisen GmbH
- Meyering-Reisen KG
- Nieporte GmbH
- Stadtverkehr Lingen GmbH
- Omnibusbetrieb Wilhelm Terfloth
- Weser-Ems-Bus

## LiLi-Bus
Im Jahre 2011 wurde in Lingen die erste Stadtbus-Linie unter dem Namen LiLi (Linie für Lingen) eingeführt. Einige Fahrzeuge wurden dafür bereits in einem auffälligen Design mit Lingener Motiven gestaltet.

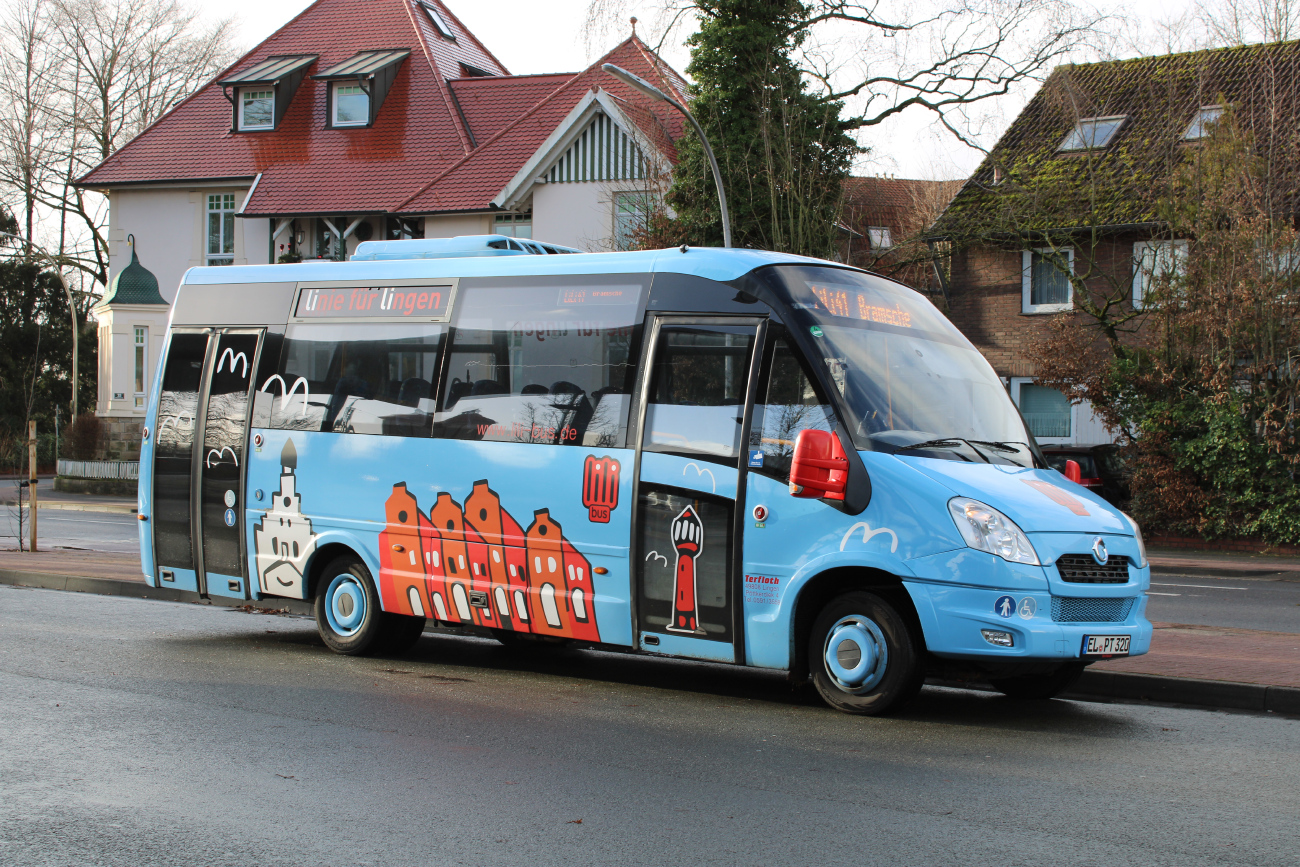
LiLi-Bus (Linie für Lingen) am ZOB

Seit dem 2. September 2013 wird das gesamte Lingener Stadtgebiet von acht LiLi-Linien erschlossen:
LiLi 10 Clusorth-Bramhar – Neue Heimat – ZOB
LiLi 11 Brögbern – Damaschke – ZOB
LiLi 21 Gauerbach – Stroot – ZOB
LiLi 31 Baccum – Ramsel – ZOB
LiLi 41 Bramsche – Darme – ZOB
LiLi 60 Schepsdorf – Reuschberge – ZOB
LiLi 71 Holthausen-Biene – Altenlingen – ZOB
LiLi 74 ZOB – Telgenkamp – ZOB
Die jeweilige LiLi-Liniennummer entspricht jener der Regionalbuslinie aus der jeweiligen Richtung, jedoch ohne die eins an der ersten Stelle. So kommen aus Richtung Bramsche beispielsweise die Linien 141 und LiLi 41.
Eine Besonderheit ist, dass auf den Linien des LiLi-Bus eigene Fahrscheine ausgegeben werden, die auch nur zur Fahrt mit den im Fahrplan mit dem Kürzel „LB“ als LiLi-Bus gekennzeichneten Fahrten innerhalb Lingens berechtigen. Außerdem handelt es sich um Fahrpreise mit einem Pauschalpreis, Fahrten mit dem LiLi-Bus kosten unabhängig von der Preisstufe 1,50 € und für Kinder 1,00 €.

## Weblink
- Homepage der Verkehrsgemeinschaft Emsland-Süd